# Lappfotblomfluga
Lappfotblomfluga (Platycheirus nigrofemoratus) är en tvåvingeart som först beskrevs av Kanervo 1934.  Lappfotblomfluga ingår i släktet fotblomflugor, och familjen blomflugor. Arten är reproducerande i Sverige. Inga underarter finns listade i Catalogue of Life.